# 天童国家森林公园
29°48′09.65″N 121°47′15.44″E / 29.8026806°N 121.7876222°E

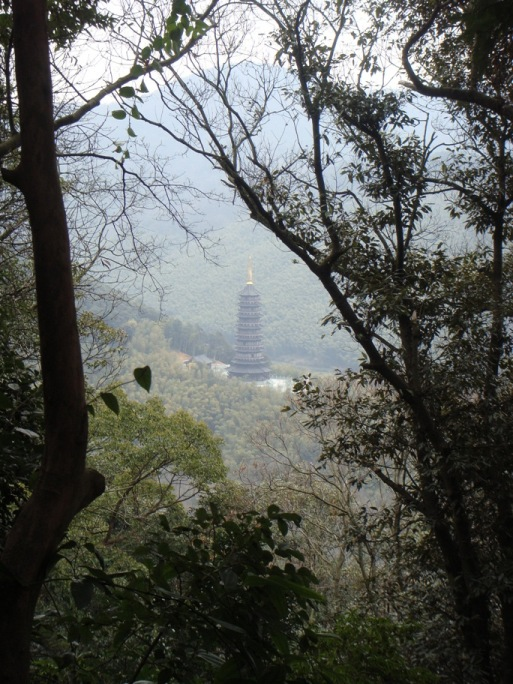
从天童森林公园俯瞰天童寺

天童国家森林公园是中国浙江省宁波市的一处国家森林公园。森林公园位于鄞州区太白山，紧靠天童寺。1981年经中华人民共和国林业部批准成为中国最早的三个森林公园之一，1996年成为国家级森林公园。

## 物种多样性
天童森林公园为亚热带林区，植被多样，拥有多种多样的种子植物、蕨类植物和苔藓，8个典型植物群落。其中有代表性的群落为栲树、木荷常绿阔叶林群落和江南酸枣、大叶楠落叶阔叶林群落，被国际植被学会主席誉为“浙江植物基因宝库”。此外，还拥有多种脊椎动物和鸟类。目前，华东师范大学在天童森林公园设有森林生态系统国家野外科学观测研究站，国际植被学会学术大会也曾在此召开。

## 旅游资源
天童森林公园邻近千年古刹天童寺，拥有九峰、二涧、五洞、四墓以及岩洞、峡谷景观，有“三关十景”之说。全祖望曾有诗云“洞天东诸峰，太白最居上，其中玲珑岩，小有洞天旷”，赞美了“十景”中的“玲珑岩”景观。